# Henrik Frenkel

Henrik Frenkel, född 15 maj 1949, är en svensk journalist, publicist och tidigare chefredaktör på Veckans affärer och chef för Kanal 1:s nyhetsprogram Aktuellt. 
På SVT 1 var han också programledare för ekonomiprogrammet Pengar. År 1995 grundade han tidningen Chef, som han ägde och drev under 12 år.
Henrik Frenkel fick 2019 diagnosen MCI, och driver sedan 2019 podden Alzheimer life 